# Hydraecia fuscoquadrata
Hydraecia fuscoquadrata är en fjärilsart som beskrevs av Goodson 1955. Hydraecia fuscoquadrata ingår i släktet Hydraecia och familjen nattflyn. Inga underarter finns listade i Catalogue of Life.